# Rizeiella camiliensis
Rizeiella camiliensis là một loài Trichoptera trong họ Limnephilidae. Chúng phân bố ở miền Cổ bắc.